# Mankells Wallander: Das Leck
Das Leck (schwedisch: Läckan) ist ein schwedisch-deutscher Fernsehfilm aus dem Jahr 2009.
Es handelt sich um die siebte Folge der zweiten Staffel, also die insgesamt zwanzigste Folge der schwedischen Kriminalserie Mankells Wallander mit Krister Henriksson in der Hauptrolle. Die Erstausstrahlung in Schweden fand am 18. November 2009 auf TV4 statt; die deutschsprachige Erstausstrahlung erfolgte am 18. Juli 2010  auf Das Erste.

## Handlung
Im Wald wird ein Jogger erschossen und von zwei jungen Mädchen entdeckt, die gerade mit ihren Pferden ausreiten. Da sonst niemand verfügbar ist, wird Svartman zu diesem Einsatz geschickt, obwohl er mit seiner Familie zu seiner Schwiegermutter will.
Wallander ist unterdessen zu einer Feier hoher Polizeibeamter in Ystad eingeladen und nimmt Katarina Ahlsell als Begleitung mit. Dort trifft er den ehemaligen Polizisten Sven Adelgren mit seiner Frau Mette, der aus dem Polizeidienst ausgestiegen ist und sich mit einer Sicherheitsfirma selbständig gemacht hat. Da erreicht ihn ein Notruf von Ebba: In der Innenstadt hat es drei Autobombenexplosionen gegeben.
Auch Isabell und Pontus erreicht ein Notruf zu den Explosionen. Als sie unterwegs sind, werden sie Augenzeugen eines Überfalls auf einen Geldtransporter. Pontus macht Fotos von dem Überfall und den flüchtenden Tätern. Isabell entschließt sich, statt, wie angeordnet, auf die Verstärkung zu warten, den flüchtenden Tätern zu folgen, womit sie sich und Pontus in Lebensgefahr bringt, indem die Täter ihr Polizeiauto rammen. Während Wallander noch den Überfall auf den Geldtransporter untersucht, wird er zu der verletzten Isabell gerufen; Pontus ist verschwunden.
Als Gerichtsmedizinerin Karin bei der erschossenen Leiche eintrifft, setzt Svartman die Fahrt mit seiner Familie fort.
Als Wallander wiederholt versucht, Pontus anzurufen, entdecken er und Nyberg Pontus' Handy unter dem Polizeiauto. Als Pontus in dem Fluchtfahrzeug der Diebe aufwacht, zündet einer der Täter das Fahrzeug an; Pontus kann aus dem brennenden Fahrzeug entkommen. Wallander bekommt einen Anruf, dass Pontus auf dem Weg ins Krankenhaus ist.  Im Krankenhaus macht Wallander Isabell und Pontus wütend Vorhaltungen, warum die beiden nicht auf Verstärkung gewartet haben, schiebt aber erleichtert hinterher, dass er froh ist, dass ihnen nichts passiert ist.
Zwischen der Ermordung des Joggers und dem Überfall gibt es anscheinend keinen Zusammenhang. Der Jogger wurde mit einer Schnellfeuerwaffe erschossen. Laut Skandiguard, der verantwortlichen Sicherheitsfirma, wurden bei dem Überfall 15 Millionen Kronen erbeutet. Auf den Fotos, die Pontus gemacht hat, lässt sich Marko Lehtinen als einer der Täter identifizieren. Er ist die rechte Hand von Leonard Belker, der vor kurzem aus dem Gefängnis geflohen ist. Belker inszeniert vor seinen Überfällen gerne spektakuläre Ablenkungsmanöver, um die Polizei zu beschäftigen.
Laut Micke Stermer, dem Chef der Sicherheitsfirma, werden für jeden Geldtransport drei Wagen gleichzeitig losgeschickt, von denen zwei mit leeren Boxen fahren; nicht einmal die Fahrer wissen, in welchen Wagen leere Boxen unterwegs sind. Zudem wurden vor kurzem in der Firma Kameras installiert; Wallander lässt sich die Aufzeichnungen des letzten Monats geben.
Der erschossene Tote wurde etwa vor einer Woche ermordet; es ist kein Wasser in der Lunge; es ist auch möglich, dass er wo anders in den Fluss geworfen wurde und dann an den Fundort getrieben ist.
Auf den Überwachungsvideos von Mike Stermer entdecken Wallander und Martinsson, dass Stermer viel Online-Poker spielt, also anscheinend spielsüchtig ist und mit hohen Spielschulden ein Motiv haben könnte. Martinsson beschattet Stermer und folgt ihm dabei auf ein Fabrikgelände, wo dieser sich zu einer Pokerrunde trifft.
Svartman wird zu einem Einsatz gerufen, nachdem eine Frau auf ihrem Grundstück ein fremdes Auto entdeckt hat. Sie besteht darauf, dass der Wagen unverzüglich von ihrem Grundstück entfernt wird. Er ist auf einen Harald Glasson, den Toten, zugelassen. In dessen Wohnung finden Wallander und Svartman eine Karte, auf der eine Strecke markiert ist. Svartman schlägt vor, sich diese Strecke einmal anzusehen.
Wallander besucht Sven Adelgren. Dieser erzählt, dass er bei der Polizei aufgehört hat, weil er dort dauernd Überstunden machen musste und daran seine erste Ehe gescheitert ist. Diesen Fehler will er mit seiner jetzigen Frau Mette nicht machen; in seiner Sicherheitsfirma muss er kaum Überstunden machen. Er will sich eines Tages aus dem Arbeitsleben zurückziehen und ein Haus in Südfrankreich kaufen.
Martinsson konfrontiert Stermer mit dem Thema Poker-Spielen; dieser bestreitet jedoch, spielsüchtig zu sein oder Spielschulden zu haben. Er will eines Tages Profi-Spieler werden; zudem könne Martinsson ruhig sein Bankkonto überprüfen.
Obwohl Isabell und Pontus noch krankgeschrieben sind, kommen sie aufs Revier und prüfen, ob jemand die Autoexplosionen in der Innenstadt gefilmt hat. Auf einem Augenzeugenvideo fällt ihnen ein Vespafahrer auf, der sich im Unterschied zu den anderen Anwesenden von der Autoexplosion wegbewegt. Sie beginnen, die Mitgliederliste des hiesigen Vespa-Clubs durchzuarbeiten und die Mitglieder nach ihren Alibis zu befragen.
Als Pontus einen Werkstattbesitzer befragt, schlägt dieser Pontus nieder, wird aber von Isabell aufgehalten und überwältigt. Kurz vorher ist er, wie Wallander von einem Zeugen erfährt, aus einem dunkelblauen Fahrzeug ausgestiegen. Er hat von einem ihm unbekannten Kontaktmann für 12.000 Kronen den Auftrag bekommen, das Fahrzeug am Marktplatz abzustellen; kurz darauf ist er explodiert.
Svartman beobachtet auf seiner Wanderroute Verladeaktivitäten zwischen einem Schuppen und einem LKW. Er wird entdeckt und von zwei Männern verfolgt, die aber einen Anruf bekommen, dass sie wieder zurück sollen.
Wallander klingelt bei Sven Adelgren, der sich aber verleugnen lässt. Seine Frau verspricht Wallander, ihrem Mann auszurichten, dass er ihn zurückrufen soll.
Svartman schafft es, trotz Netzschwierigkeiten seine Kollegen von seiner Entdeckung zu informieren, woraufhin Wallander und Martinsson mit einigen Beamten hinfahren. In dem dortigen Versteck findet Martinsson ein Handy, auf dem eine verschlüsselte Nachricht gespeichert ist.
In der Zwischenzeit fährt Sven Adelgren auf ein Parkplatz, steigt in ein Auto und holt einen Umschlag mit Geld aus dem Handschuhfach. Daraufhin telefoniert er mit einem Unbekannten und sagt, im Umschlag wäre nur die Hälfte des vereinbarten Geldbetrags; er würde erst Informationen liefern, wenn er das gesamte Geld bekommt. Der Unbekannte schafft es, Sven Adelgren mit einem Foto seiner Frau im Umschlag zu erpressen. In der Zwischenzeit bekommt er einen Anruf von Wallander auf seine Mailbox, der ihn bittet, aufs Präsidium zu kommen, weil er noch ein paar Fragen an ihn hat.
Während Nyberg sich an die Entschlüsselung der Nachricht auf dem Handy macht, kündigt Sven Adelgren sich auf dem Präsidium an. Er gesteht Wallander, dass er die undichte Stelle ist. Man hätte ihn bedrängt, mitzumachen. Er kann Wallander mitteilen, wann der nächste Überfall geplant ist. Wallander erwartet den nächsten Überfall mit einem Großaufgebot an Polizisten; trotzdem entzieht sich Belke dem Zugriff. Während des Überfalls kapert Adelgren den Transporter und fährt mit ihm zum Hafen, wo er Mette erwartet. Diese wird dort von Belke angeschossen. Adelgren wird verhaftet. Mit einer gewissen Portion Zynismus bemerkt Wallander, fast hätte er gedacht, er hätte sich falsch entschieden, als er sich für den Polizeiberuf entschieden hat.
Während Wallander mit Jussi und Katarina Ahlsell am Strand spazierengeht, spielt Jussi mit Adelgrens Hündin. Sie kann wohl bis Montag bei Wallander bleiben, bis Mette aus dem Krankenhaus entlassen wird. Belke hat sich möglicherweise nach Deutschland abgesetzt. Wallander sinniert, dass der Traum vom frühzeitigen Ruhestand in Südfrankreich jetzt wohl vorbei ist, und warum Adelgren wohl so ein Risiko eingegangen ist. Katarina entgegnet, dass Adelgren verliebt war und nicht jeder bloß für seine Arbeit lebt.

## Kritiken
„Psychologisch grundierter (Fernsehserien-)Kriminalfilm um den schwedischen Polizisten, der erneut mit menschlichen Schwächen, gepaart mit erheblicher krimineller Energie konfrontiert wird. - Ab 14.“